# П'ятовське сільське поселення
П'я́товське сільське поселення (рос. Пятовское сельское поселение) — сільське поселення у складі Тотемського району Вологодської області Росії.
Адміністративний центр — присілок П'ятовська.

## Населення
Населення сільського поселення становить 5695 осіб (2019; 6117 у 2010, 7274 у 2002).

## Історія
Станом на 2002 рік існували Матвієвська сільська рада (присілки Ісаково, Кормакіно, Куземкіно, Матвієво, Мосеєво, Пустош, Федотово, селище Октябрський), Медведевська сільська рада (присілки Горіла, Заборна, Запольна, Камчуга, Колупаїха, Коченьга, Лобаніха, Медведево, Неклюдіха, Слуда, Совинська, Тихоніха, Філінська, селище Камчуга), Нижньопеченгська сільська рада (присілки Леваш, Нижня Печеньга, селище Михайловка) та П'ятовська сільська рада (присілки Брагінська, Варниці, Велика Семеновська, Видрино, Ворлигіно, Галицька, Задня, Івойлово, Княжа, Лісниково, Лось, Лунево, Мала Поповська, Мала Семеновська, Молоково, Нелюбино, Останинська, Притикино, П'ятовська, Савино, Углицька, Чаловська, Черняково, Чоботово, селища Глибоке, М'ясокомбіната, Совєтський, Текстильщики, Усть-Єденьга, Усть-Царева, хутори Внуково, Дідов Остров, містечко Десятина).
2004 року усі сільради перетворено в сільське поселення — Матвієвська та П'ятовська утворили П'ятовське сільське поселення, Медведевська та Нижньопеченгська утворили Медведевське сільське поселення. 2015 року Медведевське сільське поселення (центр — селище Камчуга) ліквідоване та приєднане до складу П'ятовського.

## Склад
До складу сільського поселення входять:
| Населений пункт              | Населення, осіб (2002) | Населення, осіб (2010) |
| ---------------------------- | ---------------------- | ---------------------- |
| Брагінська, присілок         | 52                     | 36                     |
| Велика Семеновська, присілок | 19                     | 24                     |
| Варниці, присілок            | 791                    | 905                    |
| Видрино, присілок            | 74                     | 70                     |
| Внуково, хутір               | 2                      | 4                      |
| Ворлигіно, присілок          | 21                     | 26                     |
| Галицька, присілок           | 84                     | 79                     |
| Глибоке, селище              | 233                    | 186                    |
| Горіла, присілок             | 0                      | 0                      |
| Десятина, містечко           | 41                     | 35                     |
| Дідов Остров, хутір          | 0                      | 0                      |
| Заборна, присілок            | 0                      | 0                      |
| Задня, присілок              | 520                    | 438                    |
| Запольна, присілок           | 2                      | 3                      |
| Івойлово, присілок           | 28                     | 14                     |
| Ісаково, присілок            | 15                     | 13                     |
| Камчуга, селище              | 760                    | 529                    |
| Камчуга, присілок            | 23                     | 0                      |
| Княжа, присілок              | 9                      | 4                      |
| Колупаїха, присілок          | 0                      | 1                      |
| Кормакіно, присілок          | 30                     | 29                     |
| Коченьга, присілок           | 37                     | 22                     |
| Куземкіно, присілок          | 3                      | 2                      |
| Леваш, присілок              | 25                     | 4                      |
| Лісниково, присілок          | 11                     | 4                      |
| Лобаніха, присілок           | 10                     | 6                      |
| Лось, присілок               | 0                      | 0                      |
| Лунево, присілок             | 0                      | 0                      |
| Мала Семеновська, присілок   | 5                      | 2                      |
| Мала Поповська, присілок     | 55                     | 48                     |
| Матвієво, присілок           | 241                    | 182                    |
| Медведево, присілок          | 153                    | 146                    |
| Михайловка, селище           | 342                    | 153                    |
| Молоково, присілок           | 6                      | 1                      |
| Мосеєво, присілок            | 11                     | 8                      |
| М'ясокомбіната, селище       | 200                    | 152                    |
| Нелюбино, присілок           | 33                     | 12                     |
| Неклюдіха, присілок          | 1                      | 2                      |
| Нижня Печеньга, присілок     | 37                     | 21                     |
| Октябрський, селище          | 255                    | 142                    |
| Останинська, присілок        | 3                      | 2                      |
| Притикино, присілок          | 8                      | 9                      |
| Пустош, присілок             | 13                     | 8                      |
| П'ятовська, присілок         | 109                    | 88                     |
| Савино, присілок             | 190                    | 144                    |
| Слуда, присілок              | 9                      | 3                      |
| Совєтський, селище           | 1447                   | 1334                   |
| Совинська, присілок          | 1                      | 5                      |
| Текстильщики, селище         | 677                    | 652                    |
| Тихоніха, присілок           | 2                      | 0                      |
| Углицька, присілок           | 31                     | 29                     |
| Усть-Єденьга, селище         | 225                    | 176                    |
| Усть-Царева, селище          | 55                     | 29                     |
| Федотово, присілок           | 22                     | 11                     |
| Філінська, присілок          | 0                      | 0                      |
| Чаловська, присілок          | 9                      | 4                      |
| Черняково, присілок          | 328                    | 301                    |
| Чоботово, присілок           | 16                     | 19                     |